# American Odyssey
American Odyssey est une série télévisée américaine en treize épisodes de 42 minutes créée par Peter Horton, Adam Armus et Kay Foster, diffusée entre le 5 avril 2015 et le 28 juin 2015 sur le réseau NBC et le lendemain sur Netflix au Canada.
En Suisse, la série a été diffusée du 4 juillet 2016 au 2 août 2016 sur RTS Deux. En France depuis le 8 juillet 2018 sur France 2. En France et en Belgique, la série est disponible sur Netflix.

## Synopsis
Une femme soldat poursuivie par un groupe terroriste au beau milieu de l'Afrique, un ancien procureur devenu l'avocat désenchanté d'une grande compagnie qui baigne dans des affaires louches et un jeune activiste politique en pleine rébellion contre le système et ses propres origines, ainsi que leurs familles, sont victimes d'une conspiration militaire internationale sans précédent...

## Distribution

### Acteurs principaux
- Anna Friel (VF : Nathalie Karsenti) : Odelle Ballard
- Peter Facinelli (VF : Cédric Dumond) : Peter Decker
- Jake Robinson (VF : Sylvain Agaësse) : Harrison Walters
- Jim True-Frost (VF : Jérôme Berthoud) : Ron Ballard
- Treat Williams (VF : Patrick Béthune) : Colonel Stephen Glen
- Nate Mooney (en) (VF : Damien Witecka) : Bob Offer
- Elena Kampouris (VF : Joséphine Ropion) : Maya Decker, fille de Peter et Sarah
- Daniella Pineda (VF : Noémie Orphelin) : Ruby Simms
- Sadie Sink (VF : Clara Quilichini) : Suzanne Ballard
- Adewale Akinnuoye-Agbaje (VF : Jean-Paul Pitolin) : Frank Majors
- Omar Ghazaoui (VF : Hugo Brunswick) : Aslam

### Acteurs récurrents
- Grégory Fitoussi (VF : lui-même) : Luc Girard, dealer
- Sara Martins (VF : elle-même) : Serena
- Sherman Augustus (VF : Sidney Kotto) : Frank McDonald, patron de Peter
- Yousef Sweid (VF : Sébastien Desjours) : Shakir Khan, oncle travesti d'Aslam
- Allison Mack (VF : Edwige Lemoine) : Julia
- Sarah Wynter (VF : Vanina Pradier) : Sarah Decker, femme de Peter et mère de Maya
- Darren Goldstein (VF : Bruno Magne) :  Joe Abrams, collègue de Peter
- Jayne Houdyshell (VF : Mireille Delcroix) :  Rose Offern mère de Bob
- Tala Ashe (VF : Ariane Aggiage) :  Anna Stone, copine de Harrison
- Connor Trinneer (VF : Éric Aubrahn) : Michael Banks
- Orla Brady (VF : Gaëlle Savary) : Sofia Tsaldari, ancienne maitresse de Peter
- Itoya Osagiede (VF : Lucien Jean-Baptiste) : Général Diallo, amant de Shakir Khan

Source VF sur DSD

## Production

### Développement
En septembre 2013, NBC commande officiellement un pilote d'Odyssey,, écrit par Adam Armus, Kay Foster, Peter Horton.
Le 6 mai 2014, le réseau NBC annonce officiellement après le visionnage du pilote, la commande du projet de série,.
Le 12 décembre 2014, NBC annonce la date de diffusion de la série au 5 avril 2015,. 
En mars 2015, NBC modifie le titre de la série sous son titre actuel.
Le 30 juin 2015, la série est annulée, faute d'audiences.

### Casting

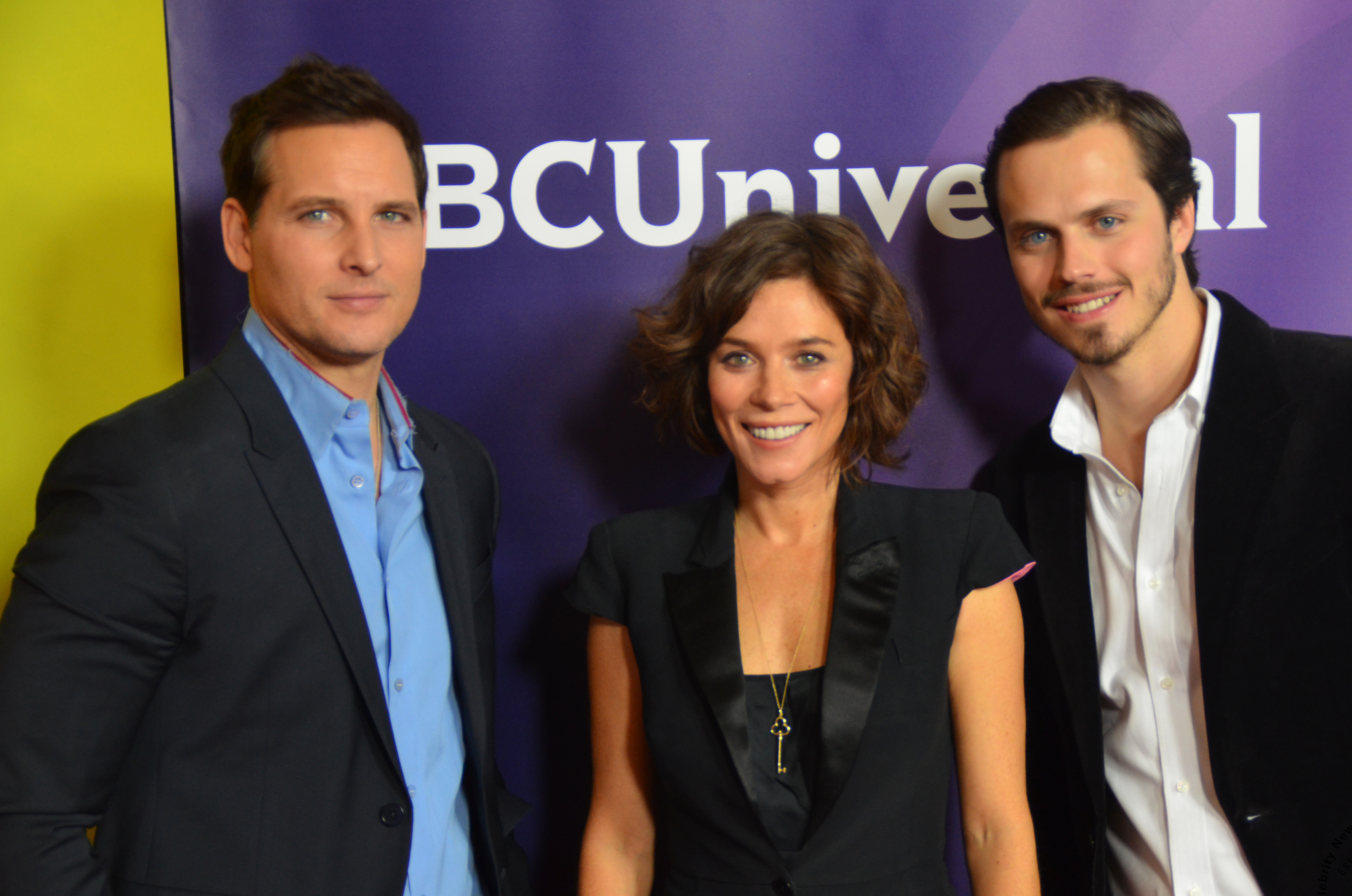
Peter Facinelli, Anna Friel et Jake Robinson, au Television Critics Association’s Press Tour de NBC Universal

Les rôles ont été attribués dans cet ordre : Nate Mooney (en), Anna Friel et Jake Robinson, Adewale Akinnuoye-Agbaje, Elena Kampouris, Daniella Pineda, Peter Facinelli et Treat Williams. Lors de la commande de la série, d'autres noms sont confirmés à la distribution : Jim True-Frost, Sadie Sink et Omar Ghazaoui.
En mars 2015, Allison Mack décroche un rôle récurrent.

### Tournage
Le pilote a été tourné à New York, aux États-Unis, et au Maroc.
Dans la version originale, les conversations au Mali passent à l'anglais, au français et arabe.

## Épisodes
1. Morte au combat (Gone Elvis)
2. En mouvement (Oscar Mike)
3. Version officielle (Drop King)
4. Libérée (Tango Uniform)
5. Lever le camp (Beat Feet)
6. Nouveaux Alliés (Wingman)
7. Adieu Bamako (Soup Sandwich)
8. Seuls dans le désert (Kmag Yoyo)
9. Dans la gueule du loup (Figmo)
10. Un pied dans la tombe (Fubar Bundy)
11. Hallucinations (Gingerbread)
12. Le Repos du guerrier (Bug Out)
13. Le Monde réel (Real World)

## Audiences

### Aux États-Unis
Lancé le dimanche 5 avril 2015 sur NBC, l'épisode pilote rassemble 5,37 millions de téléspectateurs avec un taux de 1.1 % sur les 18/49 ans, qui est la cible fétiche des annonceurs.